# اکسید سرب

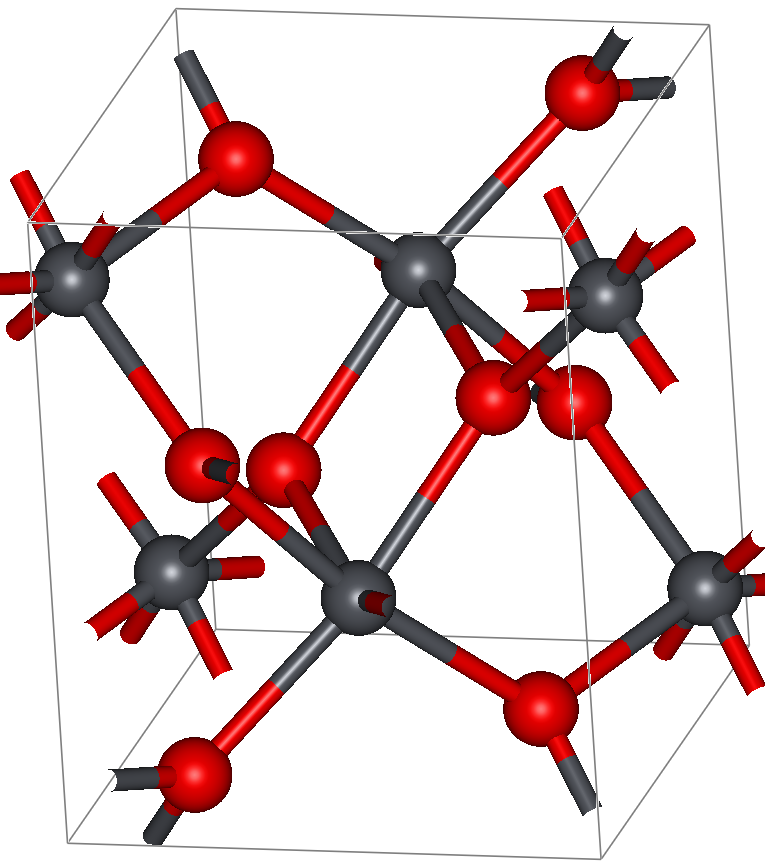
ساختار کریستالی کانی اسکروتنیایت (آلفا PbO2)اتم های قرمز اکسیژن هستند

اکسیدهای سرب گروهی از ترکیبات معدنی شامل سرب و اکسیژن هستند.
اکسیدهای سرب متداول شامل موارد زیر هستند:
- اکسید سرب (II)، PbO، لیتارژ، ماسیکوت
- تتراکسید سرب، Pb3O4، مینیوم، سرب سرخ
- دی اکسید سرب (اکسید سرب (IV))، PbO2

اکسیدهای سرب نامتداول شامل موارد زیر هستند:
- اکسید سرب (II,IV)، Pb2O3
- Pb12O19 (مونوکلینیک، بلورهای قهوه‌ای تیره یا سیاه)
- اکسید سرب سیاه، ترکیبی از PbO و سرب فلزی پودر شده که در ساختن باتری‌های اسیدی سربی استفاده می‌شود.
- ترکیبات سربی به شدت قابل انفجار و آتشزا میباشد
- در صورت استفاده از عینک و دستکش و موارد ایمنی استفاده کردد

ali